# Ciclone Catarina
Ciclone Catarina, também chamado de furacão Catarina (ou simplesmente Catarina), foi um ciclone tropical do Atlântico Sul extremamente raro, sendo a única tempestade já registrada com força de furacão nessa região do Oceano Atlântico. Catarina atingiu a região Sul do Brasil com intensidade máxima, com o equivalente a ventos sustentados com a força de um furacão de Categoria 2, em 28 de março de 2004.
A tempestade se desenvolveu a partir de um ciclone extratropical de núcleo-frio praticamente estacionário em 12 de março. Quase uma semana depois, no dia 19 de março, a perturbação remanescente seguiu na direção leste-sudeste, mas em 22 de março, a formação de uma crista de alta pressão deixou o sistema novamente quase estacionário. A perturbação se instalou numa região com excelentes condições meteorológicas, cisalhamento do vento e com a temperatura da superfície do mar acima da média. A combinação dos dois fatores levou a uma lenta transição do sistema de um ciclone extratropical para um ciclone subtropical em 24 de março.
A tempestade continuou a obter características tropicais e se tornou um ciclone tropical no dia seguinte, enquanto os ventos se intensificavam gradativamente. Em 26 de março de 2004, a tempestade alcançou ventos máximos sustentados com velocidades de até 180 quilômetros por hora, definida como de categoria 2 na escala de furacões de Saffir-Simpson. Neste dia o ciclone ganhou informalmente o nome "Catarina" e também passou a ser o primeiro registro oficial de um ciclone tropical no Atlântico Sul. As condições excepcionalmente favoráveis e extremamente incomuns no Atlântico Sul persistiram e o Catarina continuou a se intensificar, atingido o seu pico de intensidade em 28 de março. O centro da tempestade atingiu a costa brasileira mais tarde naquele dia, na altura entre as cidades de Passo de Torres e Balneário Gaivota, no estado de Santa Catarina. O Catarina se enfraqueceu rapidamente sobre terra firme e dissipou-se no dia seguinte.
Pelo Catarina ter se formado em uma região que nunca (de acordo com registros confiáveis) tinha registrado a presença de ciclones tropicais anteriormente, os danos causados acabaram por ser muito severos, pois nunca um ciclone tropical tinha sido observado tão ao sul. O furacão Catarina destruiu cerca de 1 500 residências e danificou outras 40 mil casas. Os prejuízos econômicos atingiram mais de 400 milhões de dólares (aproximadamente 1,2 bilhões de reais) e atingiram especialmente a agricultura de banana, que perdeu 85% da produção, e de arroz, que perdeu 40% das plantações. Mais de 14 municípios decretaram estado de calamidade pública. Apesar da inexistência de uma estrutura de alertas e de avisos específica para ciclones tropicais no país, as autoridades brasileiras conseguiram evacuar a população litorânea com rapidez. O furacão matou 11 pessoas e deixou 518 feridos, um número considerado razoavelmente baixo em comparação ao de outros países afetados por ciclones tropicais.

## História meteorológica

Formação e trajetória da tempestade até sua chegada ao litoral brasileiro.

Um núcleo-frio estacionário cavado formou-se ao longo do dia 19 de março de 2004 na costa do sul do Brasil e deslocou-se a leste-sudeste, até o dia 22 de março, quando uma crista ao seu sudeste o manteve estacionário. Com ventos excepcionalmente favoráveis e incomuns, pouco acima da média, e as águas do litoral ligeiramente quentes — entre 24-26 °C —, a perturbação atmosférica desenvolveu-se gradualmente, assemelhando-se a uma tempestade subtropical durante o dia 24 de março. Localizada a 1 010 quilômetros a leste-sudeste do município de Florianópolis, ela dirigia-se lentamente para o oeste e apareceu para se tornar uma tempestade tropical no dia 25 de março.
Como uma tempestade compacta, continuou dirigindo-se para o oeste, enquanto progressivamente se intensificava. A estrutura da tempestade continuou a se fortificar e, devido a uma determinada característica do olho mostrada em satélites, a tempestade iria atingir a força equivalente a de um furacão em 26 de março. Um jornal brasileiro então fez uma manchete que dizia que "Um furacão ameaçava Santa Catarina". Em parte devido a este título, a tempestade passou a ser oficialmente chamada de Catarina. A tempestade continuou a encontrar condições favoráveis e atingiu ventos de até 180 quilômetros por hora durante a manhã do dia 27, o que tornou a tempestade o equivalente a um furacão de categoria 2 na escala Saffir-Simpson.

## Nomenclatura

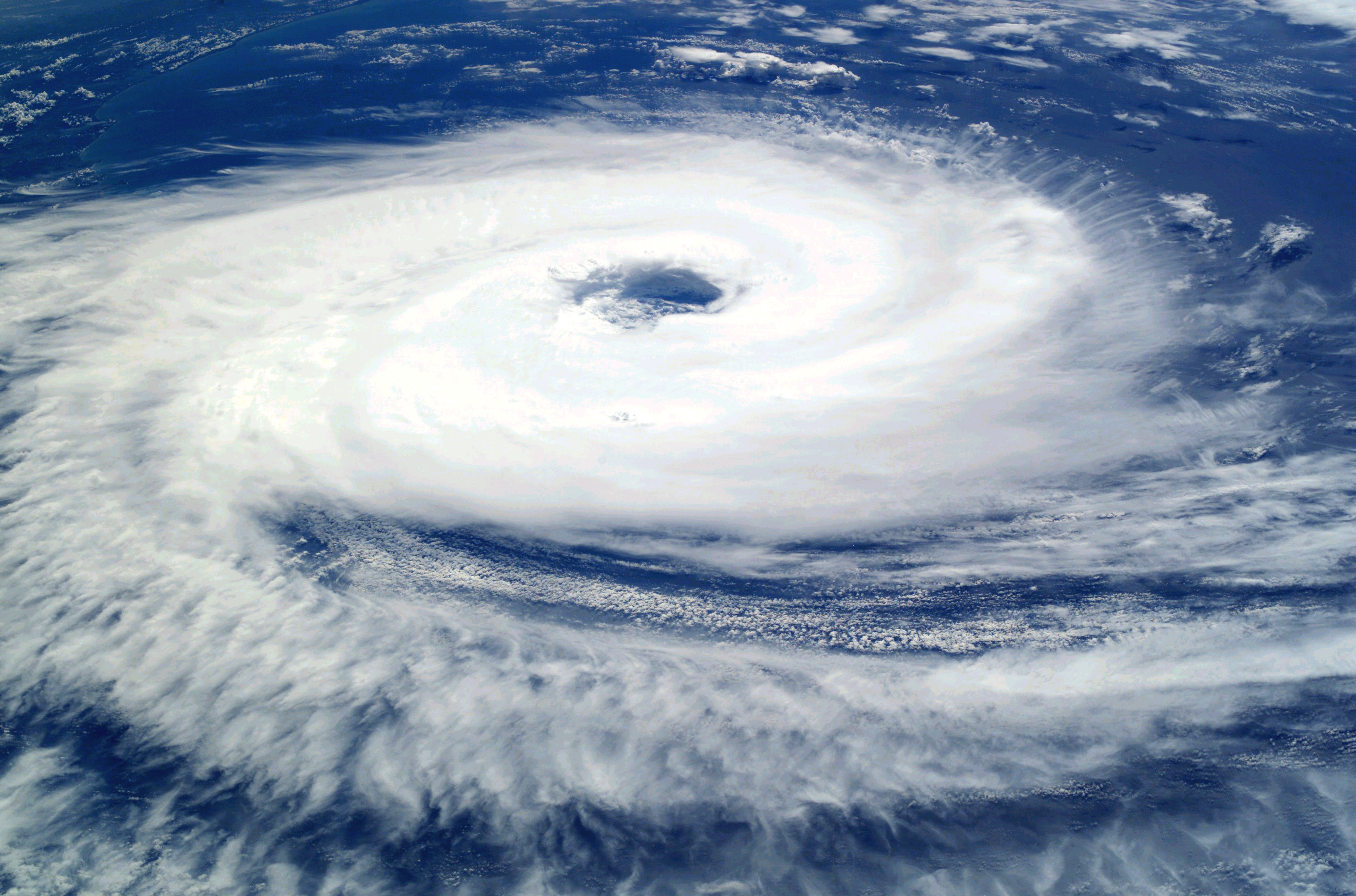
O ciclone Catarina visto da Estação Espacial Internacional em 26 de março de 2004

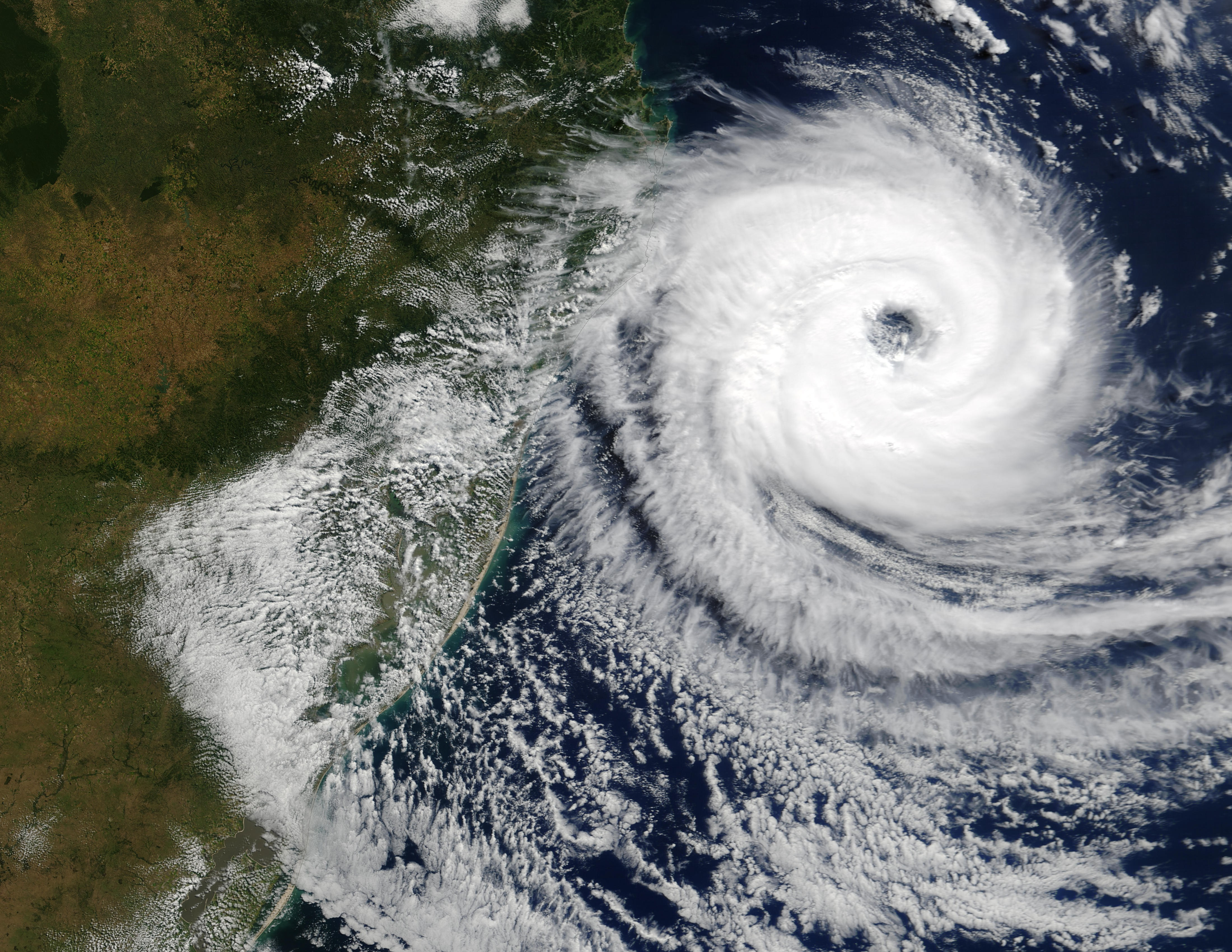
Imagem de satélite do Catarina no dia 27 de março de 2004

Os meteorologistas brasileiros chamaram a tempestade de "Catarina" por sua proximidade com a costa do estado de Santa Catarina, embora os meteorologistas do governo inicialmente tenham negado que a tempestade, que claramente tinha um olho aberto e várias outras morfologias de tormentas tropicais, fosse um furacão. Mais de um ano após a tempestade ter atingido o litoral do país, os meteorologistas brasileiros finalmente classificaram a tempestade como um ciclone tropical.
Os meteorologistas estadunidenses, no entanto, tão surpresos quanto os brasileiros, consideraram que esta tempestade era um furacão imediatamente após a observação das provas provenientes de imagens satélite. Uma vez que a tormenta tinha a estrutura do olho claramente delimitada por profundas convectivas e características tropicais notadas pelas faixas centrais densas bem definidas, espirais exteriores, estrutura de escoamento, temperatura da água quente em 26 °C, pouco cisalhamento e um núcleo-quente baixo, além de ter ocorrido em março (equivalente ao setembro do Hemisfério Norte, o pico da temporada de furacões), ela foi classificada como um furacão pelo Centro Nacional de Furacões dos Estados Unidos.
Embora ela seja mais comumente conhecida como Catarina, todos os nomes para esta tempestade são "não-oficiais", visto que nenhuma agência meteorológica filiada da Organização Meteorológica Mundial atribuiu um nome à tormenta. (Nomes de ciclone tropicais são predeterminados por um comitê internacional da Organização Meteorológica Mundial). Ela também foi extra-oficialmente chamada de "Aldonça" e seus nomes consultivos foram "01T-ALPHA" para o Met Office do Reino Unido e "50L-NONAME" para o Centro Nacional de Furacões dos Estados Unidos, que a mantém fora designação normal, que começam em 1L para tempestades nomeadas e usa 90L a 99L para possíveis tempestades.
Pela raridade do fenômeno, não há convenção de nomenclatura oficial para o termo meteorológico de ciclones tropicais com ventos de pelo menos 119 km/h na bacia do Atlântico Sul; apesar disso, por ter sido no Hemisfério Sul, é geralmente considerado Ciclone Catarina, por "ciclone" ser o termo predominante para ciclones tropicais do Hemisfério Sul. Desde 2011, no entanto, a Marinha do Brasil começou oficialmente a utilizar a escala de furacões do oceano Atlântico Norte para medir a intensidade dos sistemas tropicais e subtropicais no Atlântico Sul e também designar nomes para aquelas tempestades que alcancem 63 km/h.

## Formação rara

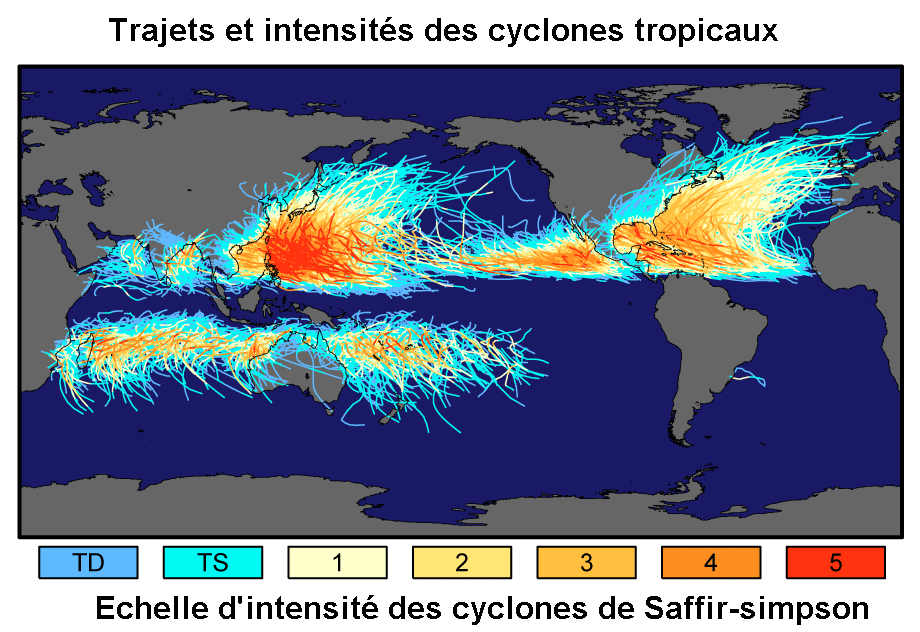
Trajetória e intensidade de ciclones tropicais ao redor do mundo entre 1985 e 2005. O Catarina é o único registrado no Atlântico Sul nesse período.

Normalmente, os ciclones tropicais não se formam no sul do Oceano Atlântico, devido ao forte cisalhamento de nível superior, águas de temperaturas frias e pela falta de uma zona de convergência de convecção. Ocasionalmente, porém, como visto em 1991 e no início de 2004, as condições podem tornar-se ligeiramente mais favoráveis para a formação deste tipo de fenômeno. Para o Catarina, houve uma combinação de anomalias climáticas e atmosféricas. A temperatura da água no trajeto de Catarina era de 24 a 25 °C, um pouco menos do que a temperatura de 26,5 °C de um ciclone tropical normal, mas suficiente para uma tempestade de origem baroclinia.
Até aquele momento, nenhum ciclone tropical observado via imagens de satélite havia alcançado a força de um furacão no sul do Atlântico, imagens que começaram a ser registradas em meados dos anos 1970. Embora o Catarina tenha se formado em uma área incomum, sua relação com o aquecimento global ou qualquer outro tipo de mudança climática global ainda está em debate. A Sociedade Brasileira de Meteorologia atribuiu a formação da tempestade a "mudanças climáticas e anomalias atmosféricas", enquanto outros pesquisadores têm indicado que ela poderia ser o resultado do Modo Anular do Hemisfério Sul ou de outras variações sazonais no tempo dentro do Hemisfério Sul, também ligadas às mudanças no clima mundial. No entanto, mais pesquisas na área ainda são necessárias para que se chegue a uma conclusão.

## Impacto

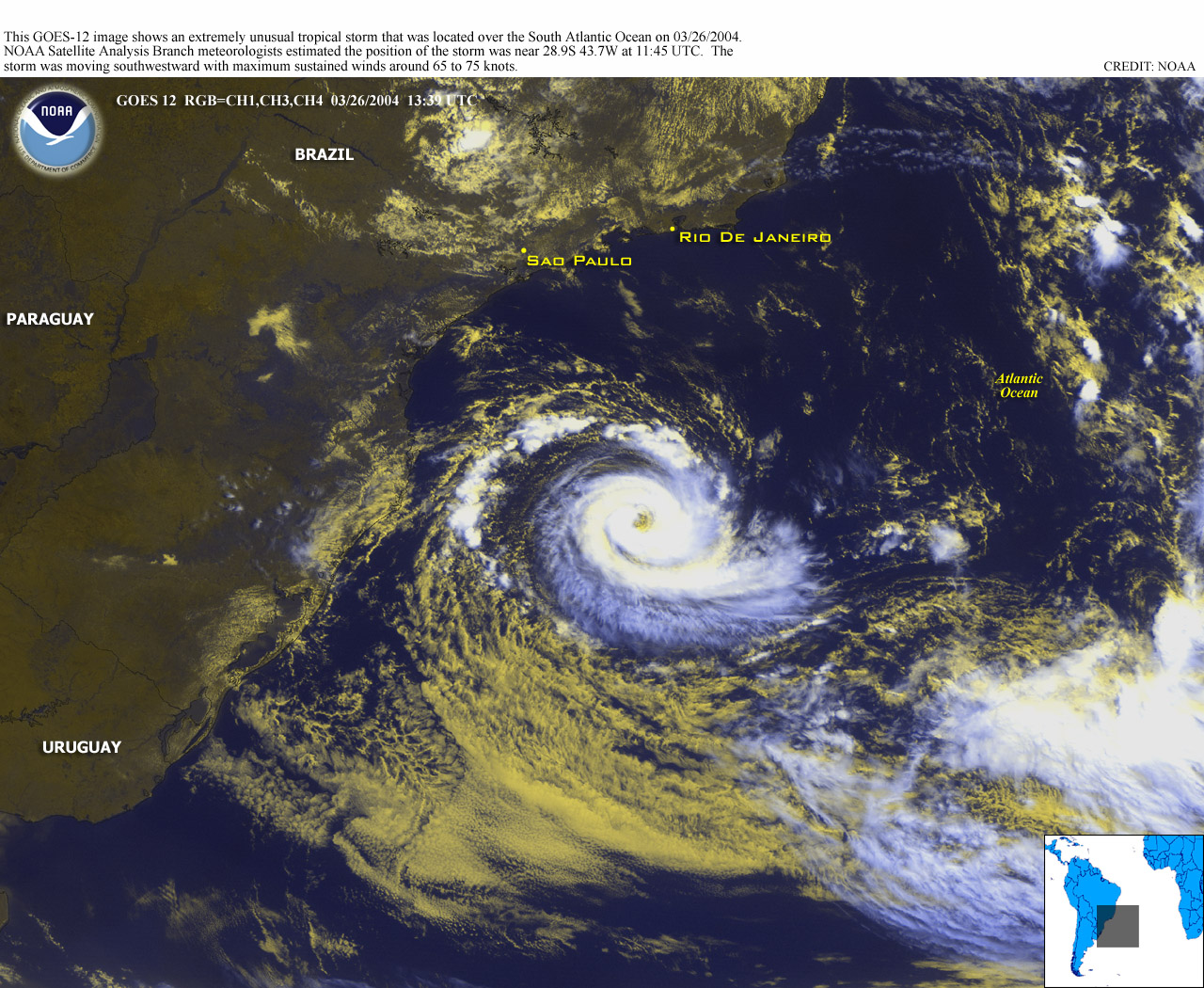
O Catarina próxima ao litoral em 26 de março

Assim como os ciclones tropicais normais, o Catarina trouxe fortes inundações com ele. Apesar da incerteza sobre o trajeto e potência da tempestade, as autoridades brasileiras tomaram as medidas adequadas para garantir a segurança dos moradores que viviam ao longo da costa. A evacuação da população ao longo da costa foi executada com sucesso, embora algumas pessoas tenham decidido enfrentar a tempestade por conta própria e em suas casas. A tempestade danificou cerca de 40 mil casas e destruiu outras 1 500; 40% da safra de arroz também foi perdida. Os danos totais foram estimados em 850 milhões de reais (cerca de 430 milhões de dólares). Ela também matou pelo menos três pessoas e feriu pelo menos outras 75. Pelo menos duas mil pessoas ficaram desabrigadas após a tempestade.
Em Passo de Torres, muitos estaleiros foram destruídos, pois eles não foram projetados para suportar as diferenças de pressão causadas pelos ventos do Catarina; danos generalizados em telhados também foram relatados neste município.

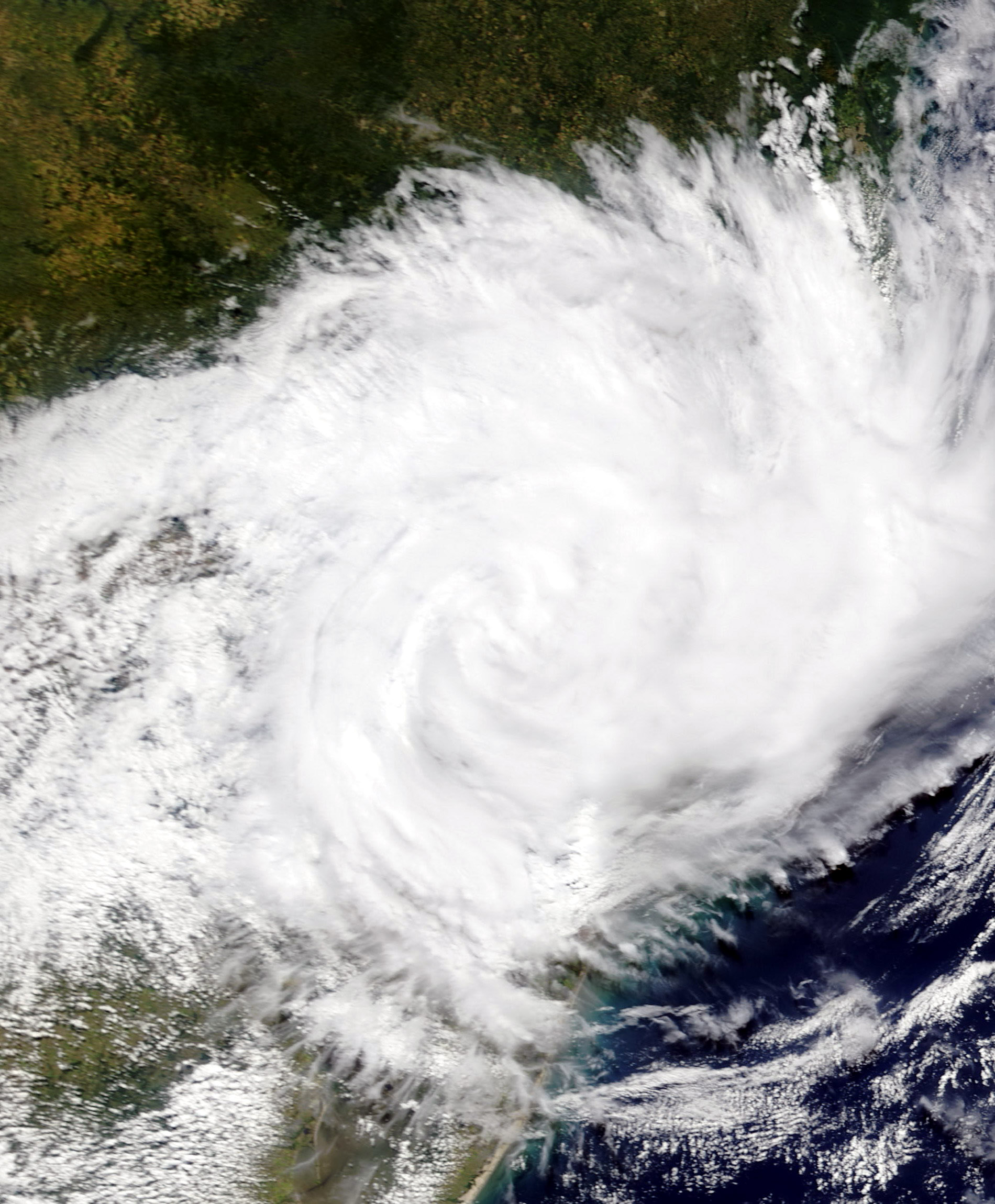
O ciclone Catarina em terra firme

Próximo ao rio Mampituba, uma casa foi destruída cerca de 50 metros rio acima e acabou parando, literalmente, em outro estado: ela havia sido inicialmente construída no município de Torres, no Rio Grande do Sul, mas acabou em Passo de Torres, no interior de Santa Catarina. Nas áreas rurais, os campos de milho, banana e arroz foram os mais danificados, embora os produtores de arroz tenham sido capazes de recuperar parcialmente as suas perdas, visto que haviam colhido parte da produção antes de Catarina atingir a costa.
No geral, cerca de 36 mil residências foram danificadas como resultado do ciclone; destas, 993 ruíram completamente. O setor comercial foi ligeiramente menos afetado, já que apenas 2 274 edifícios foram danificados e 472 entraram em colapso. Finalmente, 397 edifícios públicos foram danificados e três foram destruídos. Estes eram responsáveis por 26% dos edifícios totais na região e os danos materiais atingiram os 320 milhões de dólares.
Quatro quintos das casas danificadas tiveram algum tipo de falha ou colapso do telhado. A maioria dos danos foi atribuída à baixa qualidade da construção; em residências de tijolo geralmente faltavam gesso, vigas ou colunas, por exemplo. As áreas mais afetadas foram as habitadas por famílias de baixa renda, geralmente com salários familiares de menos de 400 dólares por ano.